# Guerrilleros de Cristo Rey
I Guerrilleros de Cristo Rey (dallo spagnolo: "Guerrieri di Cristo Re") furono un gruppo terroristico di parapolizia e di estrema destra che operò in Spagna soprattutto durante i primi anni della Transizione.
Nel corso degli anni Sessanta, emersero diverse bande di estrema destra con l'obbiettivo di contrastare e combattere i movimenti antifranchisti che si stavano manifestando nell'ambiente universitario. Alla fine del decennio, emersero i Guerrilleros de Cristo Rey, guidati dal veterano della División Azul Mariano Sánchez Covisa. Molti dei suoi membri provenivano dal movimento carlista. Paul Preston e Rodríguez Tejada hanno sottolineato l'esistenza di sospetti che queste organizzazioni potessero avere origine e "essere in relazione con" o "essere sostenute dai" servizi segreti dello Stato (SECED), durante la presidenza di Carrero Blanco, così come che avessero alcune connivenze governative e relazioni con il gruppo Fuerza Nueva di Blas Piñar.
Altri sottolineano la connivenza del direttore generale della sicurezza Eduardo Blanco Rodríguez.
Le prime azioni rivendicate dai Guerrilleros de Cristo Rey risalgono al dicembre 1970, quando picchiarono diversi sacerdoti progressisti nella città biscayana di Ondárroa, tra cui Emiliano de Iturraran e Jesús Garitaonandia. Sánchez Covisa, di professione chimico, fu arrestato il 2 maggio 1973 per un attentato a una Messa promossa dai Movimenti Apostolici dei Lavoratori di Madrid. Nell'ottobre 1976 disse:
Il 9 maggio 1976, durante i fatti di Montejurra, i Guerrilleros de Cristo Rey furono collegati alle azioni violente che ebbero luogo, insieme ad altre organizzazioni estremiste. Il 26 settembre 1976, membri dell'organizzazione uccisero lo studente ventunenne Carlos González Martínez, che stava partecipando a una manifestazione in omaggio agli ultimi giustiziati del regime di Franco. L'evento si svolse a Madrid, in via Barquillo. Il 23 gennaio 1977, membri dell'organizzazione uccisero Arturo Ruiz, un giovane di 19 anni, nei pressi della Plaza del Callao, gridando "Viva Cristo Re". Arturo Ruiz era un membro della Joven Guardia Roja de España, la sezione giovanile del Partido del Trabajo de España. L'omicidio fu apparentemente commesso alle spalle e la vittima morì praticamente sul posto. L'assassinio fu rivendicato dall'organizzazione come eseguito dalla guerriglia. L'assassinio fu rivendicato dalla Triple A (Alianza Apostólica Anticomunista).
Il 24 agosto 1978, a Bilbao, fu incendiata la sede della rivista anarchica Askatasuna, un evento che fu collegato ai Guerrilleros de Cristo Rey.
 Il gruppo compì attentati contro i sacerdoti vicini al movimento operaio e ai settori della Chiesa più critici nei confronti del regime. Secondo Stanley Payne, finirono per essere "ripudiati" dalla Chiesa (post-conciliare).
Dopo l'entrata in vigore della Costituzione spagnola del 1978, la legalizzazione dei partiti democratici e l'abbandono di molti dei loro membri indebolirono i Guerrilleros de Cristo Rey, il cui processo di scioglimento si completò all'inizio degli anni Ottanta.